# Tutto può cambiare
Tutto può cambiare (Begin Again) è un film del 2013 scritto e diretto da John Carney.

## Trama
Allettati dalle possibilità che offre una grande città, Gretta e il fidanzato Dave si trasferiscono a New York per proseguire la loro passione per la musica. Quando il fidanzato ottiene un grosso contratto da solista, accecato dalla fama, la tradisce con una ragazza che lavora nella sua casa discografica a Los Angeles, durante il periodo di registrazione.
Gretta intuisce il tradimento ascoltando un suo nuovo pezzo e, sconvolta, decide di scappare nel cuore della notte da Steve, un suo amico che suona per strada; dopo essersi sistemata per la notte i due decidono di andare in un locale dove l'amico si esibirà per farsi conoscere e a sorpresa inviterà Gretta sul palco per cantare una sua canzone. La sua vita prenderà una svolta quando Dan Mulligan, produttore discografico ubriacone e ormai finito sul lastrico in quanto è stato cacciato dalla sua casa discografica per via del fatto che non portava più idee innovative alla società, rimane affascinato dal talento naturale e autentico di Gretta; decide quindi di aiutare la ragazza facendole registrare il suo album usando la città di New York come sala di registrazione a cielo aperto.
Con il passare del tempo, Gretta e Dan diventano buoni amici e l'uomo le racconta della sua difficile vita matrimoniale: lui e sua moglie Miriam si sono separati dopo che lei l'aveva tradito con un altro uomo. I due hanno una figlia adolescente, Violet, con la quale Dan ha un rapporto complicato. Lavorando insieme a Gretta, anche la vita privata di Dan inizia a giovarne, specialmente il suo rapporto con Violet.
Gretta, arrabbiata con Dave, accecato dalla sua carriera, decide di lasciargli una canzone nella sua segreteria, intenzionata a fargli capire che lei ha scelto un'altra vita. Dave, dopo aver sentito la canzone, le telefona chiedendole un appuntamento; i due si rivedono e lui fa ascoltare alla sua ex la sua nuova canzone, che è un arrangiamento di un pezzo che Gretta aveva scritto per lui qualche tempo prima. Gretta ci rimane male, visto che Dave ne ha pesantemente modificato l'arrangiamento. Gretta voleva che la canzone Lost Stars restasse riservata solo per loro due, ma Dave sostiene che un musicista debba comunicare con il mondo intero. Dave invita Gretta al suo concerto; lei, pur titubante, accetta.
Il demo di Gretta è completo; lei e Dan mettono in piedi una festa, alla quale prendono parte pure la moglie e la figlia di lui. Dan e Miriam escono insieme e durante la serata si divertono molto.
La vecchia casa discografica dove Dan lavorava decide di dare una possibilità a Gretta producendo il suo album, ma la ragazza è incerta se accettare o meno, dato che l'etichetta pretende il 90% dei proventi.
Alla fine Gretta va al concerto di Dave e lo sente intonare la canzone, dopo averla invitata a salire sul palco con lui; ma Gretta decide di uscire e andare avanti per la sua strada. Il film si conclude con Gretta, che con l'approvazione di Dan, decide di pubblicare il suo disco su internet al prezzo di un dollaro.

## Distribuzione
Il film è stato proiettato in anteprima mondiale il 7 settembre 2013 alla trentottesima edizione del Toronto International Film Festival. Il film è stato distribuito nelle sale cinematografiche statunitensi il 27 giugno 2014 dalla Weinstein Company, che ha acquisito i diritti per distribuire il film negli Stati Uniti il giorno dopo la presentazione al Toronto International Film Festival. In Italia, la pellicola è stata presentata al pubblico il 16 ottobre 2014. Il brano Lost Stars, interpretato da Adam Levine, è presente nell'album V dei Maroon 5.

## Accoglienza
Il film ha incassato 63.464.861 dollari a livello mondiale a fronte di un budget di 8 milioni.
Su rotten tomatoes riporta l'83% di recensioni positive mentre su metacritic ha un punteggio di 62 basato su 39 recensioni professionali e 8.2 basato su 257 recensioni dal pubblico.

## Riconoscimenti
- 2015 - Premi Oscar
  - Candidatura per la Miglior canzone a Gregg Alexander e Danielle Brisebois